# Buffy, přemožitelka upírů
Buffy, přemožitelka upírů (v anglickém originále Buffy the Vampire Slayer) je americký fantastický dramatický televizní seriál vytvořený scenáristou, režisérem a producentem Jossem Whedonem v produkční společnosti Mutant Enemy. V letech 1997–2003 bylo v sedmi řadách odvysíláno celkem 144 epizod, přičemž prvních pět sezón mělo premiéru na stanici The WB, zbylé dvě na kanálu UPN. Samotný seriál vychází z příběhu celovečerního filmu Buffy, zabíječka upírů z roku 1992, jehož scénář byl také Whedonovým dílem.
Děj seriálu se odehrává ve fiktivním městě Sunnydale v americké Kalifornii, kam se přistěhuje středoškolačka Buffy Summersová (Sarah Michelle Gellar). Jejím osudem a posláním, stejně jako tomu bylo u dlouhé řady dívek před ní, je být přemožitelkou, bojovnicí s nadlidskou silou, jež se střetává se stvořeními zla, jako jsou upíři, démoni, duchové a další. Buffy si na Sunnydaleské střední škole najde přátele, kteří jí v této práci pomáhají; jejím rádcem a mentorem se stane školní knihovník. Seriál postupně sleduje Buffyino dospívání, absolvování střední školy a přechod na univerzitu a posléze i do každodenního pracovního procesu. Mezitím se ale musí sama vyrovnávat se svým předurčeným osudem a s mnohými nepřáteli z řad nadpřirozených stvoření.
Seriál Buffy, přemožitelka upírů se dočkal mezi diváky i kritiky velkého ohlasu. Mimo jiné získal dvě ceny Emmy a řadu dalších ocenění, bývá řazen mezi kultovní díla a často se objevuje v různých seznamech nejlepších seriálů všech dob. Samotná postava Buffy Summersové byla například také zařazena na třetí místo v žebříčku největších popkulturních postav let 1990–2010. Seriál je ale i v centru zájmu akademiků, kteří o něm napsali desítky vědeckých prací.
Díky úspěchu seriálu byla kromě jeho DVD edice vydána celá řada odvozených děl, jako jsou romány, komiksy, videohry a další, které rozvíjí jeho příběh a jeho prostředí. V letech 1999–2004 byl také vysílán odvozený televizní seriál Angel. Buffy se rovněž dočkala oficiálního přímého pokračování – kanonických komiksových sériích, které byly v návaznosti na televizní pořad označeny jako osmá, devátá, desátá, jedenáctá a dvanáctá řada, kterou byl příběh ukončen.

## Příběh

### Formát
Příběh seriálu Buffy, přemožitelka upírů se točí okolo dívky Buffy a skupiny jejích přátel, kteří si říkají Scooby Gang a kteří se snaží zkombinovat boj proti nadpřirozeným zlým silám se svými běžnými životy. Ačkoliv jsou v show prezentovány a zkoumány i vztahy ostatních hlavních postav a ačkoliv pořad obsahuje i různé vedlejší dějové linky, je seriál zaměřen především na Buffy a její roli archetypální hrdinky.
Typická epizoda tvoří uzavřený děj a obsahuje jednoho nebo více protivníků (nebo nadpřirozených jevů), kteří jsou na konci tohoto dílu obvykle zničeni (koncept tzv. „nestvůry týdne“). Zároveň však každý díl přispívá i do většího příběhového rámce o délce jedné řady. V průběhu každé ze sedmi sezón povstane mocný antagonista, obvykle označovaný jako „Big Bad“ (česky velký padouch), který je v závěru dané řady poražen.
V prvních sezónách seriálu jsou nejčastějšími příšerami v seriálu upíři, kteří jsou založeni na tradičních bájích, tradicích a literárních konvencích. Během pokračování seriálu Buffy se svými přáteli postupně bojuje proti rostoucímu množství démonů, duchů, vlkodlaků, zombie, trollů, zlých bohů, ale i čarodějnic či obyčejných špatných lidí. Pro záchranu světa a zabránění apokalypsy nebo zastavení zlých sil, které chtějí ovládnout Zemi, používají členové Scooby Gangu jak fyzický boj, tak i magii či detektivní pátrání. Pomáhá jim v tom také rozsáhlá sbírka prastarých mystických knih a příruček.

### Prostředí
Děj seriálu je zasazen do fiktivního kalifornského města Sunnydale nedaleko Los Angeles, které bylo založeno na konci 19. století v místě Pekelné brány (v originále Hellmouth), portálu vedoucím do dimenzí démonů, což přitahuje do celé oblasti Sunnydale nadpřirozené jevy a bytosti.
V každé generaci je vyvolena jedna dívka, přemožitelka (v originále The Slayer), která díky svým superschopnostem bojuje proti upírům, démonům a jiným stvořením zla, které se často snaží ovládnout Zemi a o kterých většina lidí nemá ani tušení. Na výcvik i působení přemožitelky dohlíží její rádce, pozorovatel (v originále Watcher).
Celé toto prostředí, ve kterém se odehrává také seriál Angel, je fanoušky označováno jako „Buffyverse“ (složenina ze jména Buffy a slova „universe“, v češtině svět), přičemž tento termín používá i autor obou seriálů Joss Whedon a je využíván i v publikovaných pracích na toto téma.

### Děj seriálu

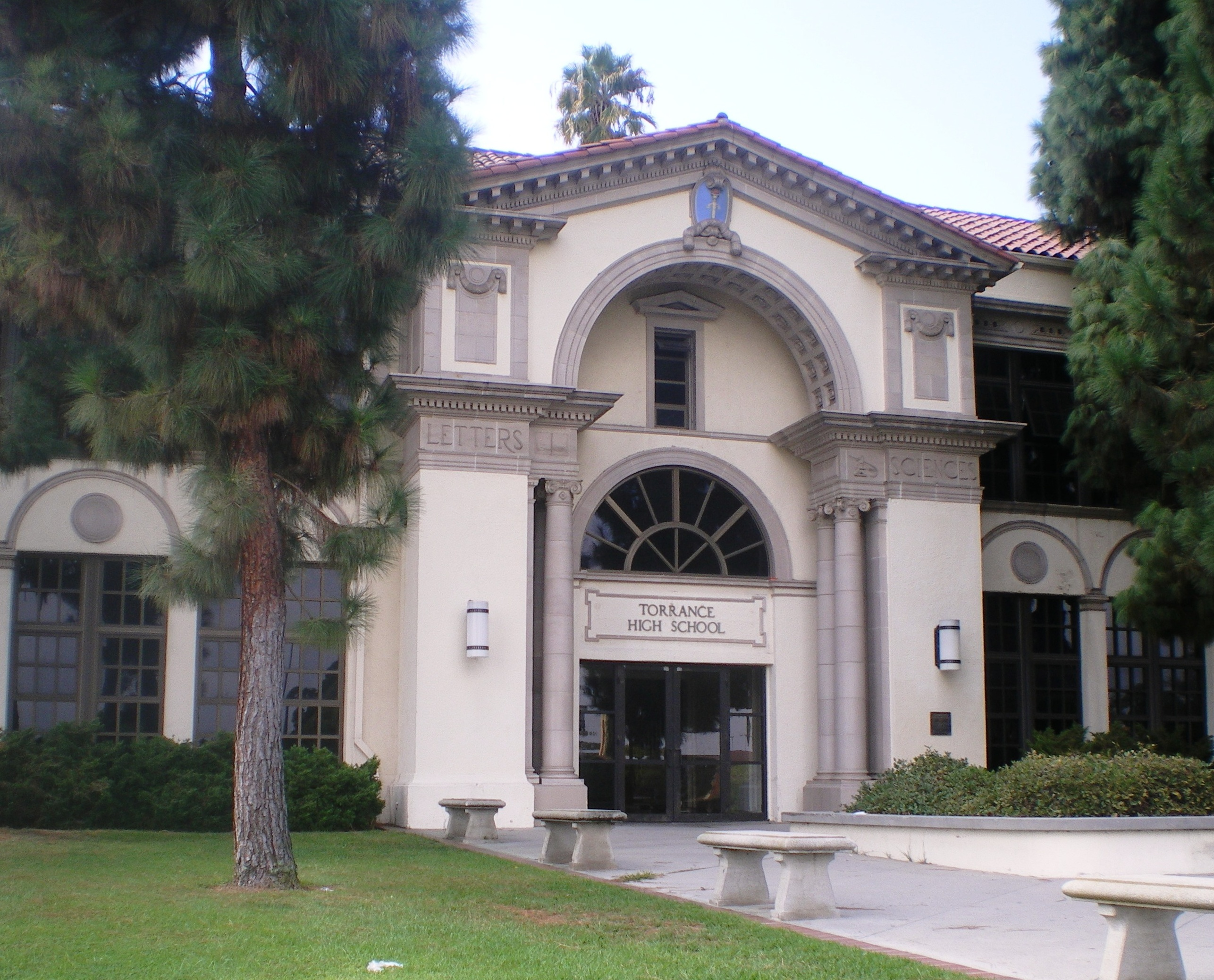
Budova střední školy Torrance High School, která v prvních třech řadách seriálu představovala Sunnydaleskou střední

Do Sunnydale se se svou matkou právě přistěhovala Buffy Summersová, kterou z její původní školy v Los Angeles vyloučili poté, co podpálila tělocvičnu. Doufá, že nyní unikne svým povinnostem a svému předurčení přemožitelky, což bylo i příčinou onoho požáru v Los Angeles. Tento plán ale překazí anglický knihovník Sunnydaleské střední školy (v originále Sunnydale High School) Rupert Giles, její nový pozorovatel, který jí připomene nevyhnutelnou přítomnost zla, protože škola je postavena přímo na Pekelné bráně. Buffy se spřátelí se svými dvěma spolužáky Xanderem Harrisem a Willow Rosenbergovou (vytvoří tzv. Scooby Gang), kteří jí následně pomáhají v boji se zlými stvořeními. V první sezóně musí zabránit Pánovi (v originále The Master), starému a obzvláště nebezpečnému upírovi, v otevření Pekelné brány a převzetí moci nad městem. Buffy v závěrečném souboji zemře, je však Xanderem resuscitována.
Hlavními protivníky ve druhé řadě jsou zpočátku upíři Spike a Drusilla, kteří nově přijeli do Sunnydale. Sám Spike je mezi nemrtvými známý tím, že v minulosti zabil už dvě přemožitelky. Do města dorazí i přemožitelka Kendra, která byla povolána po Buffyině klinické smrti v poslední epizodě předcházející série. Sama Kendra je ale posléze zabita Drusillou. Willow se pomalu začne zajímat o magii. Romantický vztah Buffy a Angela vyústí ve společně strávenou noc, v níž však upír ztratí duši, kterou v minulosti získal díky cikánské kletbě. Stane se tak Angelusem, svým bývalým démonským já a sadistickým zabijákem, jenž se přidá ke Spikovi a Drusille. Buffy chce zabránit apokalypse přichystané Angelusem, proto jej musí poslat do pekelné dimenze – shodou okolností krátce poté, co díky Willow dostane Angel svoji duši zpět.
Na začátku třetí řady je Angel záhadně navrácen z pekelné dimenze zpět na Zemi, jeho vztah s Buffy však kvůli cikánské kletbě nemůže pořádně fungovat a proto na konci sezóny odchází z města pryč. V Sunnydale se objeví přemožitelka Faith, povolaná po smrti Kendry, která zprvu spolupracuje s Buffy. Tato psychicky labilní dívka se nakonec přidá k napohled přátelskému starostovi města Wilkinsovi, který ale dělá vše pro to, aby se mohl „povznést“ – stát se démonem, a který Faith využívá pro svoje záměry. Ta po souboji s Buffy upadne do kómatu, starostovi se nakonec, během maturitního dne, podaří dosáhnout svého cíle, změní se v démona v podobě obrovského hada, kterého však Buffy se svými spolužáky zničí pomocí výbuchu celé Sunnydaleské střední školy.
Ve čtvrté řadě studuje Buffy s Willow na Kalifornské univerzitě v Sunnydale. Do města se vrátí Spike, který je však zadržen Iniciativou (v originále The Initiative), přísně tajnou vojenskou organizací, jež mu implantuje do mozku mikročip, který mu, když ublíží člověku, způsobuje nesnesitelnou bolest. Willow se na univerzitě seznámí s další čarodějkou Tarou, přičemž jejich přátelství se postupně vyvine v romantický vztah. Faith se probere z kómatu a po střetu s Buffy opustí město. Buffy začne chodit s Rileym, studentem a především členem Iniciativy. Scooby Gang nakonec překazí tajné plány Iniciativy na vytvoření a ovládání Adama, monstra tajně sestaveného z částí lidí, démonů i techniky, kterého zničí, přičemž základna Iniciativy je poté uzavřena.
Pátá řada se zabývá soubojem s Glory, vyhnanou pekelnou bohyní, která pátrá po „Klíči“, který by jí umožnil návrat do její dimenze. Ten by při tom ale také protrhl hranice dimenzí, takže by se pekelné stvůry dostaly na Zemi. Ochránci Klíče tento předmět schovali – přetvořili jej do lidské formy, do Buffyiny mladší sestry Dawn, která se v seriálu zničehonic objevila. Ačkoliv jde o zcela novou postavu pro všechny v Sunnydale, ochránci pozměnili lidem jejich vzpomínky, aby si mysleli, že Dawn s nimi vždycky byla. Spike, stále nosící implantovaný čip, si uvědomí, že miluje Buffy a čím dál více pomáhá Scooby Gangu v jeho akcích. Jeho členové zjistí, že Dawn je oním Klíčem, nakonec na to přijde i sama Glory, která mladou dívku unese. Buffy, která chce svoji sestru zachránit, nakonec skočí do vytvořeného mezidimenzionálního portálu, čímž jej uzavře a zachrání tak svět, zároveň však zemře.
Několik měsíců po Buffyině smrti se její přátelé nedokážou s touto událostí vyrovnat. Myslí si, že je, podobně jako Angel dříve, uvězněná v pekelné dimenzi. Proto ji pomocí mocného kouzla vzkřísí, přemožitelka se však vrátí v těžké depresi, protože ve skutečnosti byla v nebi a je pro ni šokující vrátit se zpět na drsnou Zemi, kterou zpočátku pokládá za peklo. Willow se i díky tomuto kouzlu postupně stává čím dál více závislou na magii, což zapříčiní, že se s ní Tara rozejde. Buffy, po vypořádání se sama se sebou, pokračuje v podivném vztahu se Spikem. Scooby Gang se střetne s Triem, skupinkou tří nerdů, které vede Warren a kteří se snaží ovládnout Sunnydale. Když jejich plány několikrát nevyjdou, labilní Warren se vydá zabít Buffy. Místo toho ale omylem zastřelí Taru, která se právě udobřila s Willow. Čarodějka začne běsnit, začne využívat veškerou svou temnou magii, jde po Triu a zabije Warrena. Zastaví ji Giles, postupně u ní převládne vina a bolest, načež se pokusí zničit celý svět, aby ukončila utrpení všech lidí. Díky dlouholetému přátelství ji ale nakonec Xander dokáže uklidnit. Na konci sezóny ztratí Spike sám nad sebou kontrolu, napadne Buffy ve snaze znásilnit ji a následně opustí město. Najde mocného démona, který mu po sérii brutálních testů navrátí duši, aby mohl „dát Buffy to, co si opravdu zaslouží“.

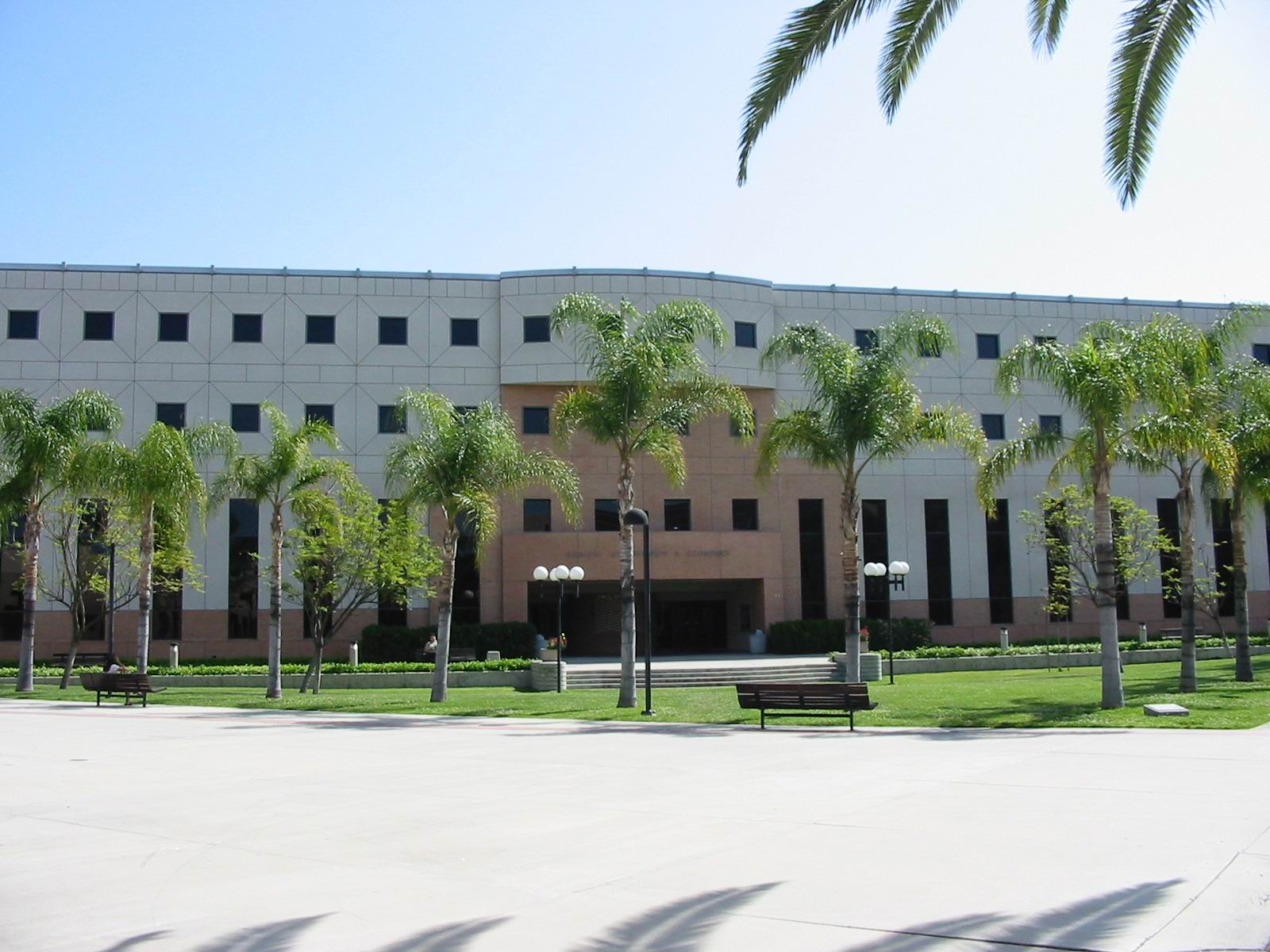
Budova v kampusu California State University posloužila během sedmé řady jako obnovená Sunnydaleská střední škola

Během poslední, sedmé řady vyjde najevo, že vzkříšení Buffy zapříčinilo nestabilitu sil, která umožnila Prvotnímu zlu (v originále The First Evil) začít ničit rovnováhu mezi dobrem a zlem. Po celém světě jsou zabíjeny mladé dívky, potenciální přemožitelky, následně povstane armáda prastarých a mocných upírů Turok-Han. Spike se vrátí s duší, zpočátku však blouzní. Část potenciálních přemožitelek najde útočiště v Buffyině domě, kde podstupují výcvik, do Sunnydale se také vrátí napravená Faith a ke Scooby Gangu se přidá i ředitel obnovené střední školy Wood, syn bývalé přemožitelky. Nehmotné Prvotní zlo užívá pro své potřeby armádu Turok-Hanů a také misogynního kněze Caleba. Pekelná brána je čím dál tím aktivnější a stále více lidí i démonů opouští město, až zde prakticky nikdo nezůstane. Angel se na okamžik vrátí do Sunnydale, aby předal Buffy amulet, který ona přenechá Spikovi. Buffy se svými přáteli sestoupí do Brány, Willow přitom kouzlem povolá síly všech potenciálních přemožitelek, jež s ostatním členy Scooby Gangu podstoupí závěrečnou bitvu. Pomůže jim přitom také Spikův amulet, který využije sílu slunce a zničí všechny upíry v Bráně. Pekelná brána se s celým Sunnydale zhroutí do kráteru, přeživší členové Scooby Gangu uniknou ve školním autobusu a přemýšlí o své nejasné budoucnosti.

### Inspirace, témata a metafory
Během první řady Buffy ji její tvůrce Joss Whedon popsal pomocí srovnání, jako když „Tak tohle je můj život dáte dohromady s Akty X“. Prvky z teenagerovského seriálu Tak tohle je můj život přináší divákovi soucitné ztvárnění strachu dospívajících, zatímco vědeckofantastická Akta X dodávají nadpřirozenou zápletku s „nestvůrou týdne“. Kromě těchto seriálů zmínil Whedon i kultovní film Zkázonosná kometa, který měl na něj „velký vliv“, a postavu Kitty Pryde z komiksové série X-Men, jež ovlivnila vytvoření hrdinky Buffy. Autoři neoficiálního knižního průvodce Dusted si povšimli, že seriál byl často pastišem, který si vypůjčoval prvky z předchozích hororových románů, filmů, povídek, ale i z folklóru a mytologie. Vědci Lucy Nevitt a Andy William Smith popsali Buffyino využívání pastiše jako „postmoderní gotiku“. Například postava Adama (4. řada) je paralelou k Frankensteinovým monstrům, epizoda „Vejce zla“ zase obdobou filmu Invaze lupičů těl, apod.
První řada seriálu byla silně ovlivněna hororovými příšerami. Zároveň se díky vztahu Buffy a Angela objevily prvky mýdlové opery, které byly do seriálu postupně zakomponovány. Ve druhé sezóně již horor vychází ze samotného příběhu, emocí a navštěvování střední školy. Třetí série se díky Faith zabývala temnými stránkami předurčení být přemožitelkou. Čtvrtá řada pojednávala o prvním roce na vysoké škole, o tom, že je člověk díky úplně nové volnosti schopen téměř čehokoliv, o ztrátě sebe sama, o hledání nového já, o zkoumání sexuality. V páté sérii se autoři zabývali rodinou a její stálou přítomností v životě každého člověka. Nihilistická šestá sezóna byla zaměřena na vyrovnávání se se samostatností, života bez rodičů a učitelů, svatbou, alkoholismem, závislostí, násilnickým vztahem, obyčejnými padouchy, obyčejnou smrtí. Naopak sedmá řada byla návratem na začátek k podstatě celého seriálu – dívčí síle, její temné stránce, ale především té světlé, a k romantickému vztahu dvou dospělých.
Díly Buffy často obsahují hlubší myšlenky nebo metafory. Whedon uvedl: „Během psaní jsme velmi opatrně přemýšleli o tom, co se pokoušíme říct v emocionální, politické a dokonce i filozofické stránce… Když odhlédneme od popkulturního fenoménu, je to ve skutečnosti něco, co je hluboce rozvrstveno epizodu za epizodou“. Vědci Rhonda Wilcox a David Lavery poskytli příklady, jak se několik dílů seriálu zabývá otázkami reálného života, které jsou vyjádřeny nadpřirozenými metaforami: „Ve světě Buffy se problémy, kterým čelí teenageři, stávají doslova monstry. Matka, která převezme kontrolu nad životem své dcery („Čarodějnice“); přísný budoucí nevlastní otec, který je strojem bez srdce („Ted“); mladá lesba, která se bojí, že její podstata je démonická („Sbohem Iowo“ a „Rodina“); dívka, která má sex s nejhezčím chlapcem a která nakonec odhalí, že i on se poté stane netvorem („Nevinnost“).“ Ostatně celý milostný poměr mezi Angelem a Buffy byl plný metafor. K jejich první noci strávené společně, která stála upíra jeho duši, Sarah Michelle Gellar, představitelka Buffy, prohlásila: „Je to dokonalá metafora. Vyspíš se s chlapem a on se pak změní ve zlého.“
Buffy také v průběhu celého seriálu bojuje se svým posláním přemožitelky, protože tento osud pro ni znamená ztrátu svobody. Kvůli přemožitelským povinnostem totiž musí obětovat období svého dospívání. Její potíže a případné uvědomění si jich jsou odrazem různých rozporů, kterým musí čelit moderní ženy, a ohlasem feministických problémů ve společnosti. Samotná Buffy vznikla jako určitá feministická ikona, dívka, která se nebojí za své názory, která umí za ně bojovat.
Když se Buffyina matka Joyce ve dvojepizodě „Proměna“ dozví o tom, že její dcera je přemožitelka, její reakce silně připomíná odhalení rodičů, že jejich dítě je homosexuál, včetně popírání, návrhů, aby zkusila „nebýt přemožitelkou“ a nakonec i vyhozením Buffy z domu.

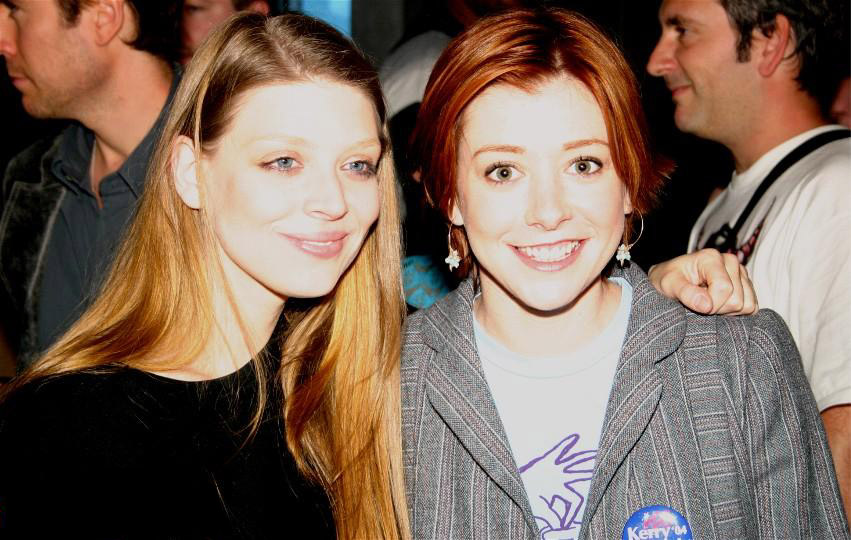
Herečky Amber Benson a Alyson Hannigan, které v seriálu ztvárnily partnerskou dvojici čarodějek Tary a Willow

Téma homosexuality dostane v seriálu významnou roli během čtvrté řady, ačkoliv již předtím se v ději objevila vedlejší postava gaye Larryho. Původní přátelství mezi Willow a další čarodějkou Tarou přeroste v romantický vztah, který je součástí děje pořadu po další dvě řady. Jednalo se o jeden z prvních televizních lesbických párů a vůbec první lesbický vztah dvou hlavních postav v americké televizi. Pro rozšíření Willowiny sexuality tvůrci zpočátku využili jako metaforu čarodějnictví, přičemž jejich první vzájemný polibek byl ukázán až v polovině páté sezóny. Epizoda „Zdroj moci“ ze sedmé řady také obsahuje vůbec první scénu s lesbickým sexem vysílanou v amerických televizních pořadech. Rovněž postava Andrewa, vyskytující se pravidelně během šesté a sedmé série, má silné charakteristiky gaye, ačkoliv si to on sám možná ani neuvědomuje a ostatní postavy jeho chování ignorují.
Willow byla rovněž jednou z mála židovských postav v tehdejší americké televizi.
V trojdílném článku, publikovaném v časopise Ikarie a zabývajícím se seriálem Buffy, přemožitelka upírů, shrnul Jiří Pavlovský tento pořad slovy: „Ačkoliv Buffy bojuje s upíry, démony a silami temnot, jsou příšery odsouzeny do role pouhých dekorací, které titulní hrdinka a její přátelé likvidují na své nesnadné cestě životem. O čem to tedy všechno ve skutečnosti je? Kupodivu o tom, o čem jsou příběhy už odedávna. Je to o dospívání. O přechodu z bezstarostného světa dětství do záludného světa dospělých, kde může za každým rohem číhat upír, který si rád smlsne. Je to o přijímání zodpovědnosti. Nejen za sebe samotného, ale i za své blízké… Postupně, jak hrdinové dospívají, tak přitvrzuje i seriál a i témata jsou čím dál vážnější. Hrdinové často dělají špatná rozhodnutí a platí za ně – a čím jsou postavy starší, tím je cena za omyl krutější.“

## Obsazení

### Hlavní role
Počet hlavních postav se v průběhu sedmi řad seriálu Buffy, přemožitelka upírů měnil, v celkovém počtu se jedná o 12 osob. Tyto postavy, tvořící Scooby Gang a bojující proti stvořením zla, rovněž pochází z různých prostředí. Jádro Scooby Gangu tvoří trojice spolužáků ze střední školy – Buffy, Xander a Willow. Obě dívky se jako jediné objevují ve všech 144 epizodách seriálu, Xander chybí pouze v jediném díle („Rozhovory se záhrobím“). Stálicí je také knihovník Giles, který během celé show působí jako rádce Buffy. K této skupině se postupně přidávají další jedinci, přičemž někteří z nich po čase naopak ze seriálu odchází.

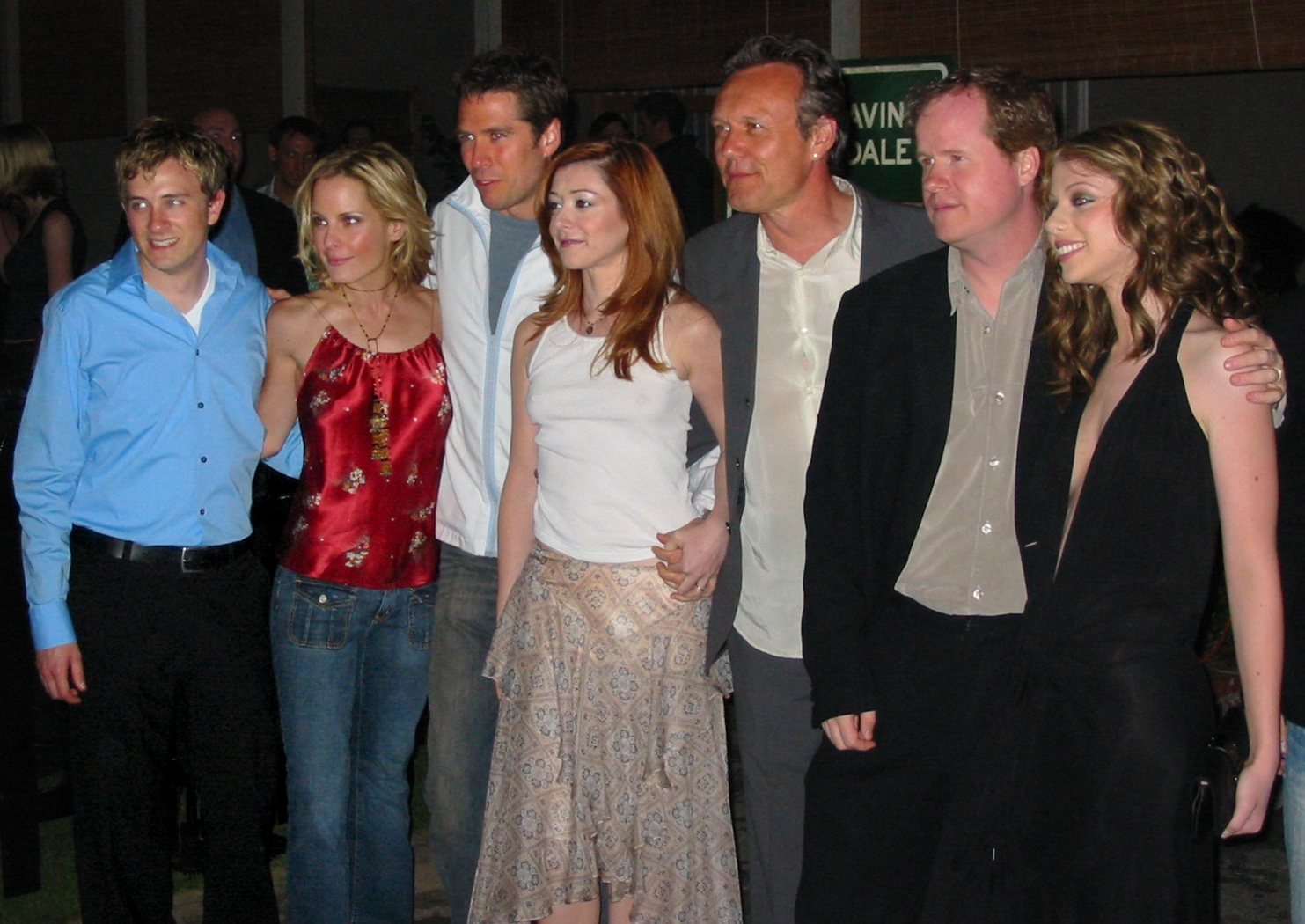
Představitelé některých hlavních i vedlejších rolí. Zleva: Tom Lenk, Emma Caulfield, Alexis Denisof, Alyson Hannigan, Anthony Stewart Head, Joss Whedon (autor seriálu) a Michelle Trachtenberg.

- Sarah Michelle Gellar (český dabing: Klára Sochorová [Nova/STV a Prima]) jako Buffy Summersová (1.–7. řada) – Současná přemožitelka upírů, zatím poslední v dlouhé řadě dívek, jejichž osudem je bojovat proti stvořením zla. Díky tomu disponuje velkou fyzickou sílou, výdrží, mrštností, rychlostí, sebeuzdravovací schopností a částečně i jasnozřivostí (občas mívá prorocké sny). Šestnáctiletá středoškolačka se do Sunnydale přistěhovala se svojí matkou. V prvních třech letech navštěvuje Sunnydaleskou střední školu, kde se spřátelí s Xanderem a Willow, kteří jí budou během celého seriálu nerozlučnými kamarády a pomocníky. Ve čtvrté sérii začne studovat univerzitu, kvůli svému náročnému poslání ji ale postupně zanechá a v důsledku různých událostí zkouší také normálně pracovat. V průběhu show má postupně několik romantických vztahů, především s Angelem, Rileym a Spikem.
- Nicholas Brendon (český dabing: Jan Kolařík [Nova/STV a Prima]) jako Alexander „Alex“/„Xander“ Harris[p. 2] (1.–7. řada) – Obyčejný kluk, od dětství kamarád Willow. Na střední škole se oba seznámí s Buffy, po maturitě na konci třetí řady seriálu zamíří Xander do pracovního procesu, vystřídá několik zaměstnání a skončí jako stavař. Jako jeden z mála nemá a ani nezíská v průběhu show žádné nadpřirozené schopnosti. Ovšem díky svému přímému uvažování a také nabytým znalostem vojenské techniky je platným a také oddaným a stmelujícím členem Scooby Gangu. Jeho vztah s Cordelií netrvá moc dlouho, naopak v pozdějších sériích získá na vážnosti a významnosti jeho vztah s Anyou.
- Alyson Hannigan (český dabing: Jana Štvrtecká [Nova/STV a Prima]) jako Willow Rosenbergová (1.–7. řada) – Na střední škole působí jako ostýchavá dívka, šprtka se zálibou v učení a v počítačích, které společně s internetem využívá při různých výzkumech ohledně mystických událostí a jevů. Postupně je však asertivnější, začne se také zabývat magií a nakonec se stane velmi mocnou čarodějkou. I přes některé temné události ve svém životě je stále nejlepší Buffyinou kamarádkou. Zpočátku je zamilovaná do svého dlouholetého kamaráda Xandera, vztah prožije se spolužákem Ozem. Na univerzitě najde spřízněnou duši v čarodějce Taře, jejichž přátelství přeroste do skutečného vztahu.
- Charisma Carpenter (český dabing: Tereza Grygarová [1. řada Nova a 1.–3. řada Prima], Dana Černá [2.–3. řada Nova]) jako Cordelie Chaseová (1.–3. řada) – Povrchní, namyšlená a bohatá dívka, královna střední školy, kterou ze začátku zajímají pouze kluci a oblečení. Cordelie (v originále Cordelia) je spolužačkou Buffy, Xandera a Willow, na Sunnydaleské střední je také roztleskávačkou. Na členy Scooby Gangu se zpočátku dívá spatra, po různých nadpřirozených událostech, jichž je i ona součástí, se však s nimi sblíží, stane se jejich spojencem a dokonce prožije románek s Xanderem.
- Anthony Stewart Head (český dabing: Josef Vrtal [Nova/STV], Daniel Dítě [Prima]) jako Rupert Giles (1.–5. řada, host v 6. a 7. řadě) – Pozorovatel současné přemožitelky, zároveň však dobrý přítel Buffy a jejích kamarádů. Původem Angličan, který se do Sunnydale přistěhoval, aby mohl dohlížet na přemožitelku, trénovat ji, pomáhat jí; většinou při tom využívá rozsáhlou sbírku starodávných mystických knih. Během prvních tří řad působí jako knihovník v knihovně střední školy, která je tak centrem a útočištěm Scooby Gangu. Na začátku páté série se stane majitelem obchůdku s magickými předměty, který posléze převezme Anya a Giles se vrátí do Evropy. Vzhledem k dalším událostem se ale i nadále často zdržuje v Sunnydale.
- David Boreanaz (český dabing: Aleš Zbořil [1. řada Nova], Jan Šťastný [2. a 3. řada Nova], Bohdan Tůma [4.–7. řada STV], Martin Sláma [Prima]) jako Angel (2.–3. řada, host v 1. a 4.–7. řadě)– Upír s duší. Původně známý jako Angelus, krutý zabiják, kterého potrestali cikáni kletbou, při níž mu vrátili duši, takže musí trpět za svoje předchozí činy. Během první řady se záhadně objevuje, poradí Buffy a zase zmizí. Pomáhá Scooby Gangu v boji s ostatními monstry, jeho známost s Buffy se vyvine do romantického vztahu. Protože však kvůli jeho kletbě nemůže jejich svazek fungovat, na konci třetí řady opustí město a odejde do Los Angeles (viz seriál Angel). Příležitostně se však do Sunnydale vrací.
- Seth Green (český dabing: Petr Meissel [Nova/STV], Tomáš Sagher [Prima]) jako Daniel „Oz“ Osbourne (3.–4. řada, host ve 2. a 4. řadě) – Kytarista rockové skupiny Dingoes Ate My Baby, která často vystupuje v sunnydaleském klubu Bronz. Jinak málomluvný, klidný a logicky uvažující student místní střední školy. Seznámí se s Willow, jejich vztah se rozvíjí zejména během třetí řady seriálu. Členem Scooby Gangu je i díky tomu, že se z něj nešťastnou náhodou stane vlkodlak, takže noci kolem úplňku musí trávit zamčený v kleci.
- James Marsters (český dabing: Ivan Jiřík [Nova], Filip Jančík [STV], Petr Štěpán [Prima]) jako Spike (4.–7. řada, host ve 2.–4. řadě) – Dávný kumpán Angeluse, upír, který do Sunnydale přijede ve druhé řadě, aby odstranil přemožitelku Buffy. Sám je známý tím, že v minulosti již dvě její předchůdkyně zabil. Postupně se však v důsledku různých událostí a okolností naopak stane spojencem Scooby Gangu a zamiluje se do Buffy.
- Marc Blucas (český dabing: Zdeněk Mahdal [STV], Vilém Čapek [Prima]) jako Riley Finn (4.–5. řada, host ve 4. a 6. řadě) – Student na univerzitě v Sunnydale, ve skutečnosti však člen Iniciativy, tajné vojenské organizace sídlící pod univerzitou a zaměřené na likvidaci démonů a jiných podobných bytostí. Sblíží se Buffy, se kterou prožije krátký vztah.
- Emma Caulfield (český dabing: Petra Hanžlíková [Nova], Nikola Votočková [4.–7. řada STV], Hana Krtičková [5. řada STV], Kateřina Horáčková [Prima]) jako Anya Jenkinsová (5.–7. řada, host ve 3. a 4. řadě) – Bývalá démonka pomsty známá jako Anyanka, která přišla o svoje schopnosti a která se nyní se učí být zase člověkem. Materialistická, egocentrická a přímá dívka se strachem z králíků. Stane se členkou Scooby Gangu poté, co se zamiluje do Xandera, s nímž má následně dlouhý vztah.
- Michelle Trachtenberg (český dabing: Anna Suchánková [STV], Barbora Jelenová [Prima]) jako Dawn Summersová (5.–7. řada, host v 5. řadě) – Mladší Buffyina sestra a studentka střední školy, která se v seriálu poprvé objeví v páté řadě jako čtrnáctiletá. Buffy se ji zpočátku snaží chránit před následky svého poslání přemožitelky, Dawn se však postupně zapojí do činností Scooby Gangu a sama sebe označí za „mladšího pozorovatele“, který pomáhá s vyhledáváním informací ve starých svazcích.
- Amber Benson (český dabing: Kateřina Březinová [STV], Eva Novotná [Prima]) jako Tara Maclayová (6. řada, host ve 4.–6. řadě) – Studentka sunnydaleské univerzity, která se seznámí s Willow ve wiccanském kroužku. Tara se postupně přidá ke Scooby Gangu, společně s Willow se věnuje magii a jejich přátelství se změní v romantický vztah.

### Vedlejší role
Díky navazujícímu ději se v seriálu vyskytuje množství vedlejších postav, které se pravidelně v příběhu objevují. Následující přehled obsahuje takové postavy, které se vyskytují nejméně v 15 dílech.
- Kristine Sutherland jako Joyce Summersová (1.–7. řada, 58 epizod) – Matka Buffy a Dawn.
- Danny Strong jako Jonathan Levinson (2.–7. řada, 28 epizod) – Student Sunnydaleské střední, později člen Tria.
- Tom Lenk jako Andrew Wells (6.–7. řada, 26 epizod) – Student Sunnydaleské střední, později člen Tria.
- Eliza Dushku jako Faith Lehane[p. 3] (3.–7. řada, 20 epizod) – Přemožitelka povolaná po smrti přemožitelky Kendry.
- Armin Shimerman jako R. Snyder[p. 4] (1.–4. řada, 19 epizod) – Ředitel Sunnydaleské střední školy.
- Juliet Landau jako Drusilla (2.–7. řada, 17 epizod) – Upírka, partnerka Spika.
- Mercedes McNab jako Harmony Kendallová (1.–7. řada, 16 epizod) – Studentka Sunnydaleské střední, kamarádka Cordelie.
- Adam Busch jako Warren Mears (5.–7. řada, 16 epizod) – Vynálezce, později člen Tria.

Vzhledem k návaznosti seriálu Angel patří mezi důležité herce také Alexis Denisof jako Wesley Wyndam-Pryce (3. řada, 9 epizod), Mark Metcalf jako Pán (The Master, 1.–7. řada, 8 epizod), Julie Benz jako Darla (1.–5. řada, 5 epizod) a Julia Lee jako Chanterelle/Lily Houstonová/Anne Steeleová (2.–3. řada, 2 epizody).

## Produkce

### Koncepce

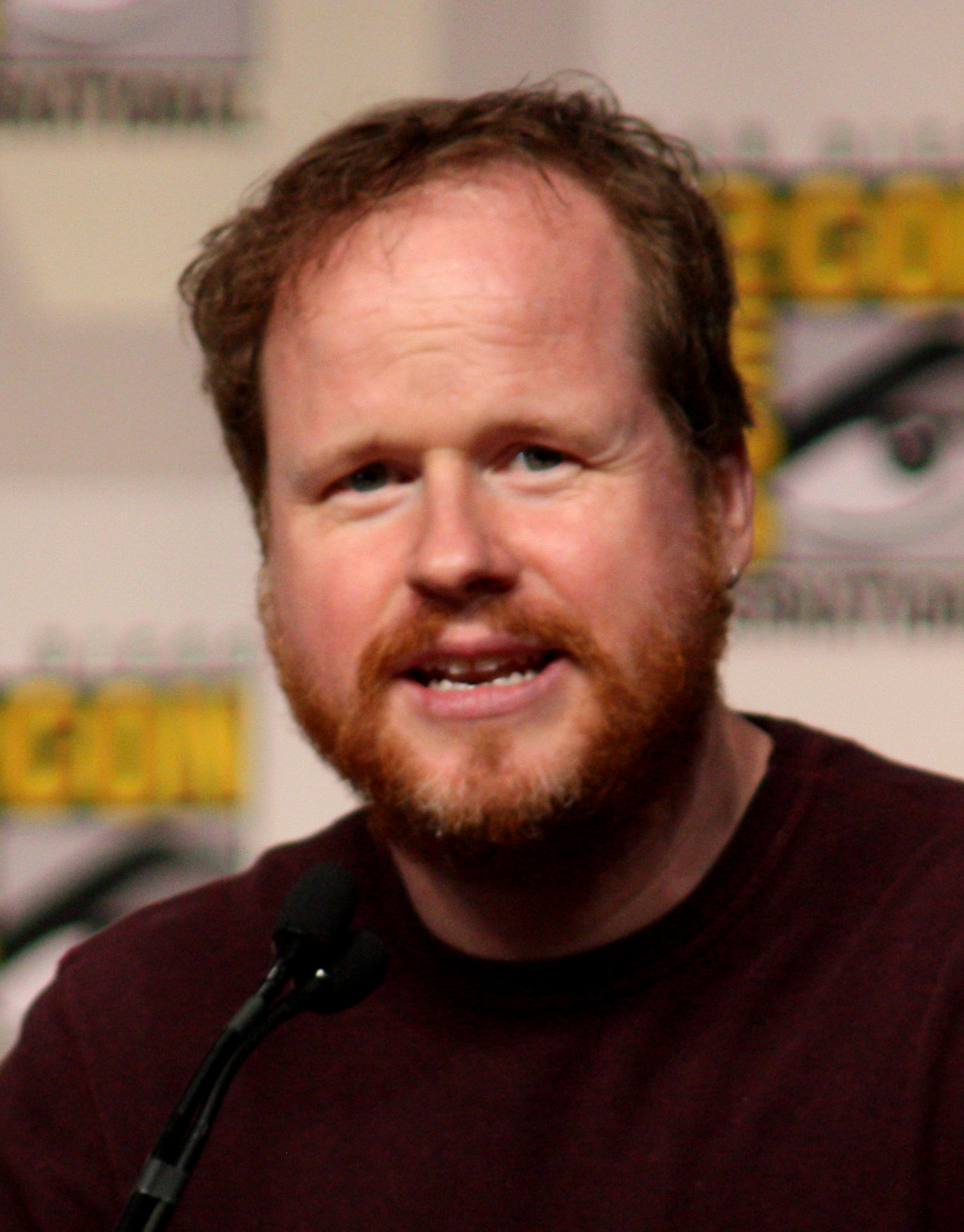
Joss Whedon, scenárista, režisér, producent a autor seriálu

Scenárista Joss Whedon byl v polovině 80. let 20. století unaven ze stále stejných klišé filmových slasherů, kde postava hloupé nadržené blondýny zamíří na temné místo, aby mohla mít sex s přítelem, a jejím jediným účelem existence ve snímku je být hned zabita. Prvním ztělesněním konceptu Buffy byla „Rhonda, nesmrtelná servírka“; byla to „prostě představa o nějaké ženě, která vypadá úplně bezvýznamně, ale ze které se vyklube mimořádná postava“. Tato původní myšlenka se postupně vyvinula v Buffy, kterou Whedon dotvořil do opaku klasického hollywoodského vzoru „drobné blondýnky, která jde temnou uličkou a je v každém hororovém filmu zabita“. Chtěl „tuto premisu podvracet a chtěl vytvořit někoho, kdo by byl skutečným hrdinou“. Měla to být postava, která je pěknou milou dívkou, ovšem zcela neznalou, sebestřednou, povrchní a bezduchou. Dozví se o upírech, o svém poslání přemožitelky a postupně dozraje. Vysvětlil také, že „úplně první výpovědí show byla radost ze ženské síly: její existence, její používání, její sdílení“.
Whedon podle své představy napsal scénář, podle kterého v roce 1992 vznikl celovečerní film Buffy, zabíječka upírů s Kristy Swanson v titulní roli. Jeho režisérka Fran Rubel Kuzui se však na snímek dívala jako na „popkulturní komedii o tom, co si lidi myslí o upírech“. Autor ale s tímto postojem nesouhlasil: „Napsal jsem ten děsivý film o silné dívce a oni jej předělali na masovou komedii. To bylo zdrcující.“ Zatímco Whedonův scénář byl odborníky oceněn, samotný snímek už nikoliv.
Po několika letech oslovila Gail Berman, ředitelka produkční společnosti Sandollar Television, která vlastnila televizní práva k filmu, Josse Whedona, jestli by nechtěl rozvinout koncept Buffy do podoby televizního seriálu. Scenárista později uvedl: „Řekli: ‚Chceš udělat show?‘ A já si pomyslel: ‚Střední školu jako hororový film.‘“ Tato metafora se stala ústředním konceptem Buffy. Nadpřirozené prvky v seriálu posloužily jako metafory osobních starostí spojených s dospíváním a ranou dospělostí. Na počátku svého vývoje byl pořad označován pouze jako Slayer (česky Přemožitelka), později však převzal název původního celovečerního snímku (Buffy the Vampire Slayer), který podle autora obou děl vyjadřuje všechny aspekty show („Buffy“ – komické jméno zosobňující humor, „Vampire“ (česky upír) – bytost, která v divákovi vyvolává strach a také pocit nadpřirozena, „Slayer“ (česky přesněji zabiják) – výraz, jenž divákovi přináší očekávání akčních scén). Berman a Whedon se snažili prodat myšlenku seriálu, u velkých televizí však neuspěli a ačkoliv společnost 20th Century Fox Television kývla na nabídku koprodukování pořadu, stanice Fox jej odmítla zařadit do vysílání. Rovněž stanice NBC námět nechtěla. Nakonec uspěli u nového televizního kanálu The WB, který si objednal 25minutový zkušební pilotní díl, jenž v roce 1996 napsal, natočil a částečně i financoval Joss Whedon. The WB si Buffy ale v květnu 1996 do podzimního vysílání nevybrala. Lidem z produkčního týmu se však podařilo vedení přesvědčit, takže v září toho roku si stanice objednala první řadu seriálu s 12 epizodami, na základě čehož začalo natáčení. Vyvrcholením této cesty byla televizní premiéra první epizody 10. března 1997.

### Obsazení a jeho změny

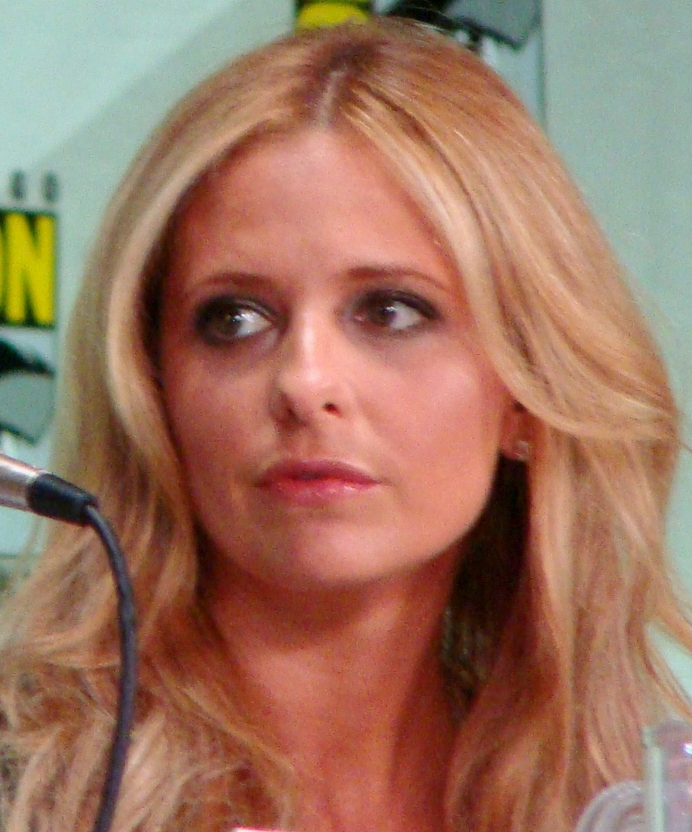
Titulní roli Buffy Summersové si zahrála Sarah Michelle Gellar

Na postavu Buffy Summersové dělalo konkurz více hereček, některé z nich byly v seriálu obsazeny do jiných rolí. Byly mezi nimi Julie Benz (Darla), Elizabeth Anne Allen (Amy Madisonová), Julia Lee (Chanterelle/Lily Houstonová/Anne Steeleová), Charisma Carpenter (Cordelie Chaseová) a Mercedes McNab (Harmony Kendallová). Bianca Lawson, která ve druhé řadě hrála přemožitelku Kendru, se naopak původně ucházela o roli Cordelie Chaseové.
Titulní roli nakonec získala Sarah Michelle Gellar, která předtím v letech 1993–1995 hrála v mýdlové opeře All My Children, přičemž za svůj výkon v roli Kendall Hart získala roku 1995 cenu Emmy v kategorii Nejlepší mladá herečka v hlavní roli v dramatickém seriálu. Původně však v roce 1996 dělala konkurz na jinou postavu, do show byla dokonce obsazena jako Cordelie Chaseová. Nicméně rozhodla se v castingu pokračovat a zkusit získat roli Buffy, což se jí po několika dalších zkušebních výstupech nakonec podařilo.
Konkurzu na postavu Angela se zúčastnil také Nathan Fillion, který se později v show objevil jako Caleb. Štábu však dlouho nikdo nevyhovoval, den před natáčením roli nakonec dostal David Boreanaz, kterého castingová režisérka náhodou poznala po doporučení svého známého, jenž Boreanaze každý den potkával na ulici.
Anthony Stewart Head měl v polovině 90. let za sebou plodnou hereckou i hudební kariéru, nicméně ve Spojených státech byl známý především rolí v sérii dvanácti televizních reklam na Nescafé, kde se objevil po boku herečky Sharon Maughan. Jeho postava knihovníka Gilese byla obsazena jako vůbec první; tvůrci hledali někoho typicky britského, což pro ně Angličan Head splňoval. Nicholas Brendon měl, na rozdíl od ostatních účinkujících, jen malé herecké zkušenosti. Ve svém životě předtím vystřídal více zaměstnání (byl např. asistentem produkce, pomocníkem instalatéra, vrátným, poslíčkem s jídlem, aj.), začal se však věnovat herectví a překonal i svoji koktavost. Roli Xandera získal po pouhých čtyřech dnech konkurzu, přičemž o tuto postavu se ucházel i Danny Strong, který následně hrál v Buffy Jonathana Levinsona.
V neodvysílaném pilotním díle Buffy hrála Willow Rosenbergovou Riff Regan. Podle štábu však výsledek nefungoval příliš dobře, proto se pro natáčení seriálu rozhodli tuto postavu dodatečně přeobsadit. Konkurzu se také zúčastnila Alyson Hannigan, která byla známá především z filmu Krásná mimozemšťanka. Svůj přístup k roli Willow popsala skrze reakci této postavy na konkrétní okamžik: Willow smutně povídá Buffy o své panence Barbie, kterou jí vzali v dětství. Buffy se jí zeptá, jestli ji někdy dostala zpátky. Willowina odpověď měla znít „většinu z ní“. Hannigan se rozhodla, že tuto repliku pronese spokojeně, protože si představila, že Willow by mohla být šťastná a pyšná, že „většinu z ní“ získala zpět. To autorům naznačilo, jak by odehrála zbytek scény i celou roli a jak by tuto postavu vymezila, takže ji do seriálu obsadili.

### Štáb
Autor seriálu Joss Whedon působil po celých sedm řad jako vedoucí producent a během prvních pěti sezón zastával také pozici showrunnera, vedoucího scenáristů a celé produkce. Během posledních dvou sérií byla showrunnerem a vedoucí producentkou Marti Noxon, která se na Buffy podílela již od druhé řady jako scenáristka, dramaturgyně a producentka. Fran Rubel a Kaz Kuzuiovi byli uváděni jako vedoucí producenti, protože byli držiteli práv a licencí souvisejících s původní filmovou verzi Buffy, na seriálu se však nijak nepodíleli. Ve funkcích vedoucích producentů byli v titulcích uváděni i Sandy Gallin a Gail Berman, zástupci produkční společnosti Sandollar Television.
Nejvíce dílů Buffy režírovali Joss Whedon a James A. Contner (oba po 20 epizodách), s 19 díly je za nimi v závěsu David Solomon. Téměř všechny epizody seriálu natočili kameramani Michael Gershman (82 dílů) a Raymond Stella (61 dílů). Tvorba scénáře probíhala ve Whedonově produkční společnosti Mutant Enemy. Sám Whedon napsal 24 epizod (a na dalších třech se podílel námětem), k dalším plodným autorům patří Marti Noxon a Jane Espenson (obě po 23 dílech) a David Fury a Doug Petrie (oba po 17 dílech). Vedoucím výpravy byl po většinu seriálu Carey Meyer (106 epizod), hlavní kostýmní návrhářkou potom Cynthia Bergstrom (107 epizod).
Scenáristka Jane Espenson vysvětlila, jak scénáře vznikaly: Nejprve autoři diskutovali o emocionálních problémech, kterým Buffy Summersová čelila, a o tom, jak by s nimi mohla být konfrontována prostřednictvím svého boje proti zlým nadpřirozeným silám. Potom byl příběh epizody rozdělen do aktů a scén. Konce jednotlivých dějství, mezi něž se umisťují televizní reklamy, jsou klíčové okamžiky, které mají nalákat diváky na sledování dílu i po reklamě. Scenáristé proto společně zaplnili scény okolo těchto předělů podrobnějšími událostmi. Na tabuli si vyznačovali pokrok při mapování popisů všech scén a když tato práce byla hotová, scenárista, uvedený v titulcích daného dílu, vytvořil koncept děje celé epizody, který byl zkontrolován showrunnerem. Po schválení napsal autor postupně několik draftů celého scénáře a po konečné úpravě showrunnera bylo jeho dílo použito jako scénář při natáčení.

### Natáčení

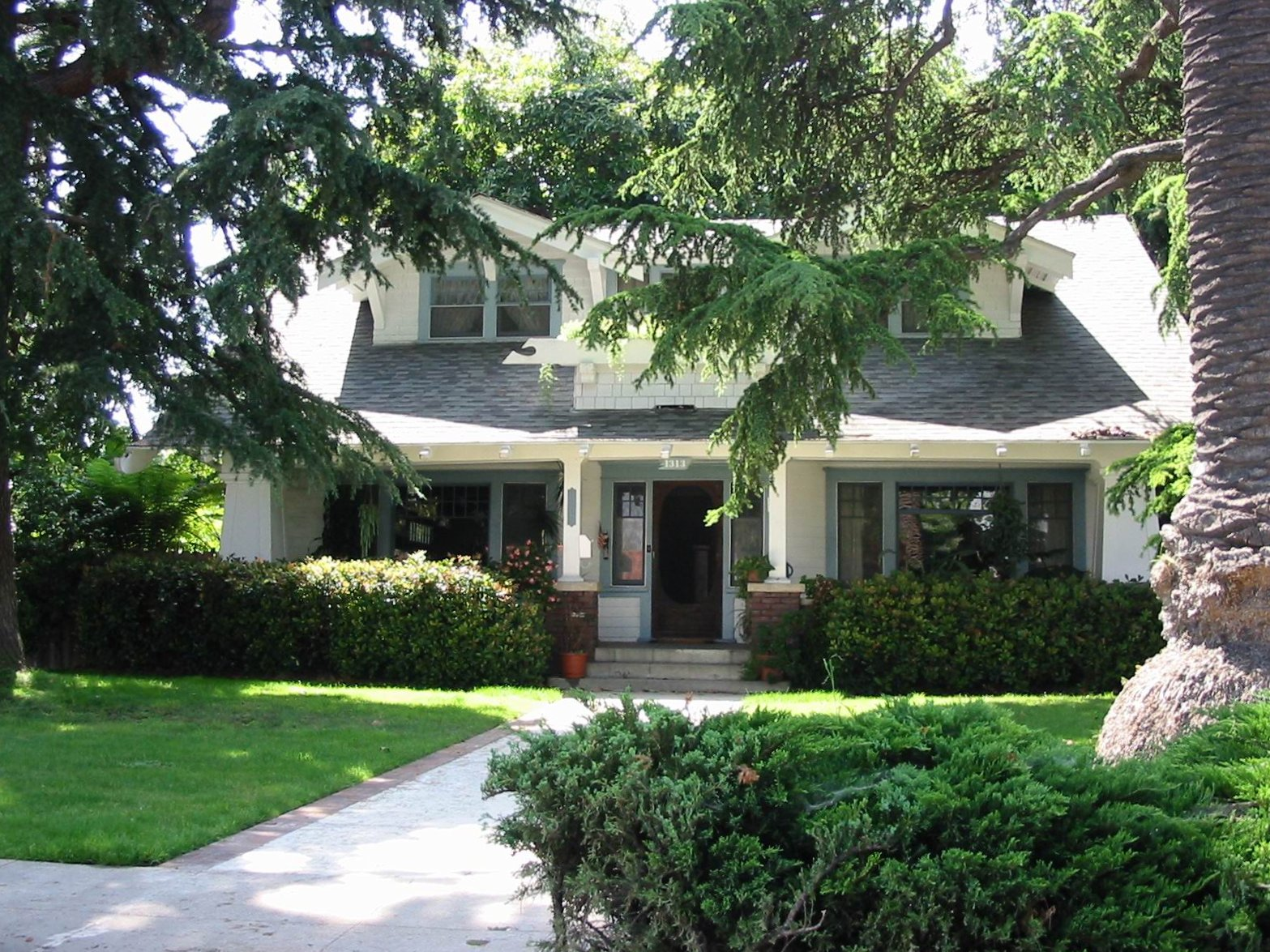
Rodinný dům v Torrance, který byl využit pro natáčení exteriérů a některých interiérů rezidence Summersových (1630 Revello Drive, Sunnydale)

Seriál byl natáčen v Los Angeles a jeho blízkém okolí, studio bylo zřízeno ve skladištní hale v Santa Monice. Pro exteriéry ústředního bodu prvních tří řad seriálu, Sunnydaleské střední školy, využil štáb areál Torrance High School ve městě Torrance. Exteriér domu Summersových představoval rodinný dům rovněž v Torrance. Záběry z Kalifornské univerzity v Sunnydale pochází z kampusu Kalifornské univerzity v Los Angeles, pro obnovenou Sunnydaleskou střední využili filmaři budovu California State University, Northridge. Část hřbitovních scén byla natáčena na losangeleském hřbitově Angelus-Rosedale Cemetery, nicméně většinou byl využit malý umělý hřbitov vytvořený na parkovišti u haly v Santa Monice. Od konce druhé řady štáb využíval také postavený set hlavní ulice centra Sunnydale.
Běžně se natáčelo 12–14 hodin denně, při jednodušších scénách štáb zvládl za jeden den 6–7 stránek scénáře a při akčních záběrech 3–4 stránky za den.
Rozpočet jednoho dílu byl zpočátku 2 miliony dolarů, z čehož polovinu platila stanice The WB a polovinu produkční společnost 20th Century Fox Television, která měla svůj podíl zhodnotit za syndikaci v USA a prodej do zahraničí. Po páté řadě však chtěla 20th Century Fox Television za seriál více peněz a The WB nabídla maximální částku 1,8 milionu dolarů za díl. Do jednání vstoupila stanice UPN, jejíž nabídka producentům činila 2,3 milionu dolarů a která se nakonec s produkční společností dohodla.

### Hudba
Buffy obsahuje mix scénické, indie, rockové a popové hudby. Pro každou epizodu skladatelé složili mezi 14 a 30 minutami hudby. Kvůli finančním možnostem byli omezeni na nahrání jednoho nebo dvou skutečných orchestrálních vzorků, jinak používali především počítače a syntezátory. I navzdory tomu se snažili vytvořit dramatickou instrumentaci, která by byla srovnatelná s filmovou hudbou. Na seriálu se podílelo postupně několik skladatelů, z nichž nejvýznamnější byli Christophe Beck (58 dílů od druhé do šesté řady) a Thomas Wanker (42 dílů v páté a šesté řadě). Pro muzikálový díl „Ještě jednou a s citem“, zahrnující 35 minut hudby a pouze 13 minut dialogů, napsal texty i hudbu Joss Whedon.
Kromě původní hudby obsahují epizody také množství indie rockových písní, většinou hraných skupinami v sunnydaleském klubu Bronz. Hudební poradce seriálu John King uvedl, že „chtěli použít kapely beze smluv“, u kterých „byste věřili, že by mohly hrát na takovém místě“. V různých dílech proto na jevišti Bronzu vystoupili nezávislí interpreti, jako např. Aimee Mann, Cibo Matto, Michelle Branch či Nerf Herder. Fiktivní skupina Dingoes Ate My Baby byla naopak představována členy kapely Four Star Mary. Méně byly užívány písně známých umělců, v některých epizodách však byly využity skladby např. od Sarah McLachlan či Blink-182.
Postupně byla vydána čtyři soundtracková alba: Buffy the Vampire Slayer: The Album (1999, sestaveno především z písní populárních interpretů), Once More, with Feeling (2002, soundtrack k muzikálové epizodě „Ještě jednou a s citem“), Buffy the Vampire Slayer: Radio Sunnydale (2003, rovněž obsahuje písně populárních interpretů ze seriálu) a Buffy the Vampire Slayer: The Score (2008, s původní hudbou složenou pro seriál).

### Úvodní titulky

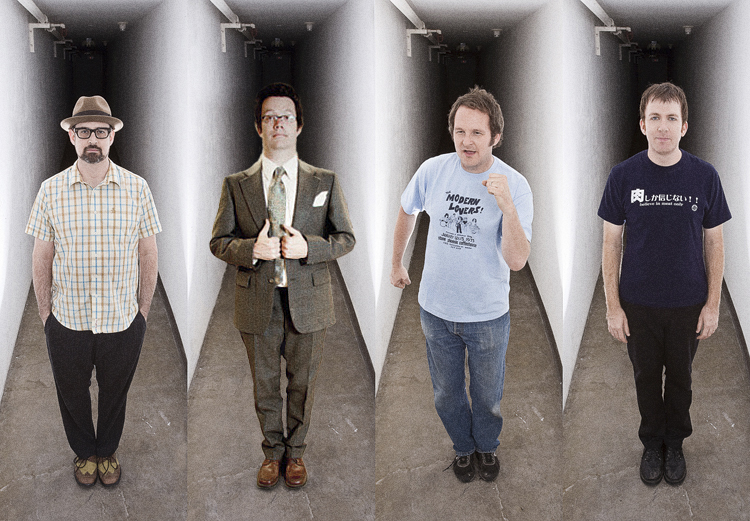
Skupina Nerf Herder, autoři a interpreti titulní znělky seriálu

Úvodní znělku Buffy složila a nahrála pop punková skupina Nerf Herder, od třetí sezóny byla v seriálu využívána její lehce upravená a znovu nahraná verze. K této kapele se Joss Whedon dostal díky Alyson Hannigan, která jej donutila poslechnout si jejich hudbu.
Janet Halfyard ve své eseji „Music, Gender, and Identity in Buffy the Vampire Slayer and Angel“ popsala úvod takto: „Nejprve… slyšíme zvuk varhan doprovázený vlčím zavytím a obrazy probleskující noční oblohy, které se prolínají se záběry s nesrozumitelným starodávným písmem: jsou to nepochybné asociace jak na filmy němé éry, jako třeba Upír Nosferatu, tak na konvence Hammer House of Horror a vůbec hororů obecně.“ Téma se však rychle změní: „Zmizí styl hororů ze 60. a 70. let, vystřídá ho stejný motiv varhan, které jsou však nahrazeny agresivní elektrickou kytarou, což přemisťuje znělku do kultury moderní mládeže…“ Během této hudby probíhá na obrazovce sekvence snímků mladých herců během různých akčních scén i záběrů z bouřlivého dospívání, což celé znělce dodává v hororovém žánru postmoderní zvrat.
Krátké klipy postav a událostí, které byly začleněny do úvodní znělky, se v průběhu jednotlivých sezón, měnily. Jedinými záběry, které zůstaly po celou dobu vysílání seriálu, je pod mizejícím názvem seriálu snímek knihy s titulem Vampyr a záběr na křížek, který Buffy dostala od Angela v první epizodě. Každá sekvence končí pomalejším a delším záběrem na Buffy, v průběhu sérií postupně obměňovaného za aktuální. Jedinou výjimkou je epizoda „Superstar“, která končí obdobným záběrem na Jonathana Levinsona.
Speciální úvodní titulky byly vytvořeny pro čtyři epizody. Znělka dílu „Superstar“ ze čtvrté řady, jehož ústřední postavou je Jonathan Levinson, je stejná jako u ostatních epizod této sezóny, bylo však do ní přidáno množství klipů s Jonathanem, které byly vloženy na místa některých akčních záběrů s Buffy. Titulky prvního dílu páté řady „Buffy proti Drákulovi“ obsahují jména všech hlavních postav této série s výjimkou Michelle Trachtenberg, která byla uvedena jako host. Znělka muzikálové epizody „Ještě jednou a s citem“ ze šesté řady byla vytvořena zcela odlišně ve stylu celého tohoto dílu. V titulcích epizody „Krvavý pohled“ (rovněž šestá řada) je Amber Benson zařazena jako herečka hlavní postavy, což je jediný takto koncipovaný díl – v ostatních je uváděna jako host.

### České znění

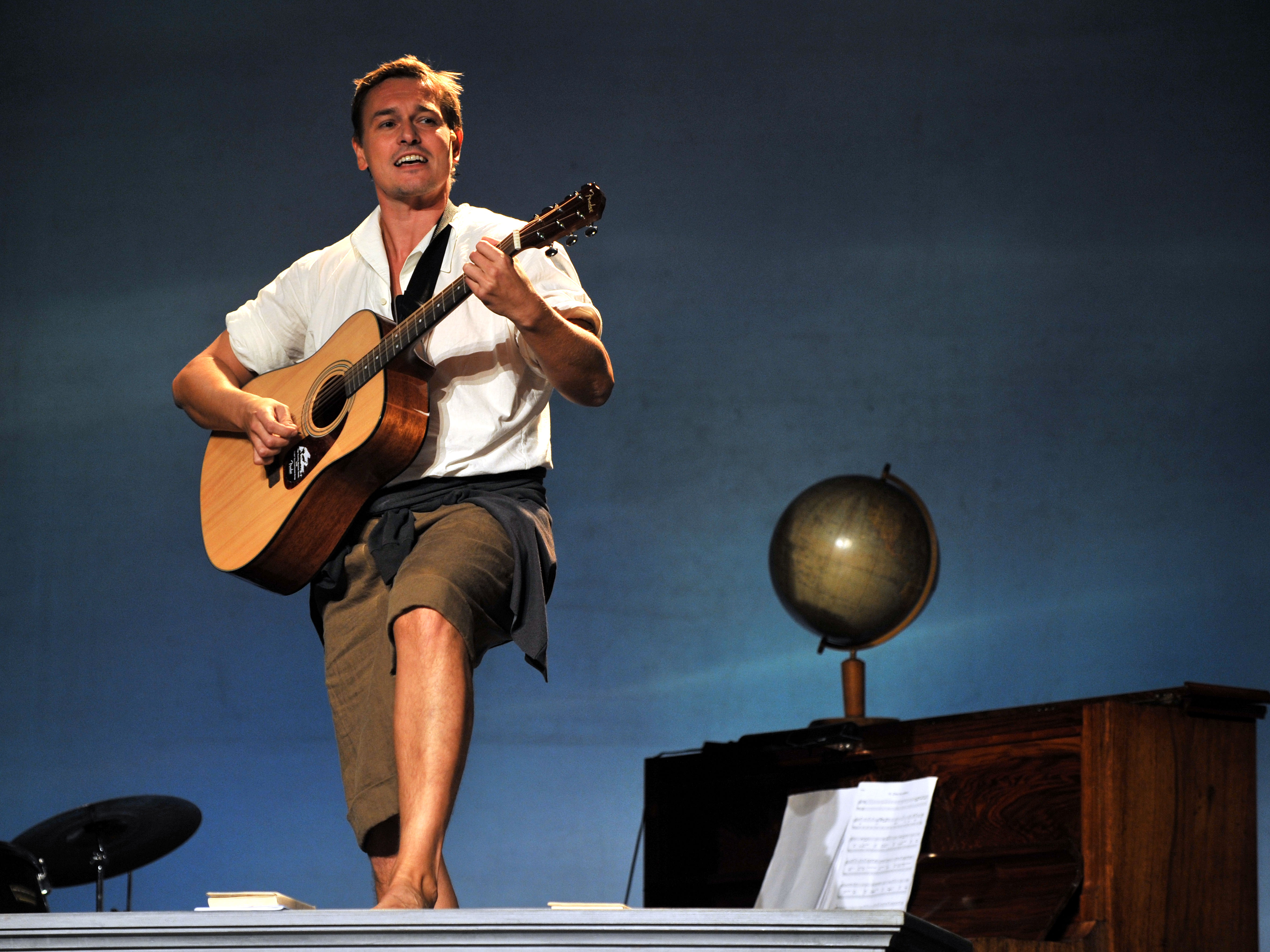
Herec Petr Štěpán nadaboval v nejnovějším českém znění postavu Spika

Původní český dabing Buffy, přemožitelky upírů vznikl v letech 1998–2000 pro TV Nova. Namluveny byly pouze první tři řady: první sezóna v roce 1998 (vyrobila firma Davay pro Českou nezávislou televizní společnost Nova, překlad Vít Kabelka, režie Lubomíra Sonková), druhá a třetí série v roce 2000 (vyrobila firma Česká produkční 2000 pro CET 21, překlad Vít Kabelka a Jan Medek, režie Václav Knop). Hlasové obsazení hlavních postav bylo v rámci těchto sezón dodrženo většinou stejné, pouze u dvou postav se od druhé řady změnili dabéři.
V návaznosti na dabing Novy si v roce 2005 vyrobila ve studiu Pro-Time český dabing zbylých řad (čtvrté až sedmé) Slovenská televize, překladateli zde byli Martin Gust (pouze 4. série) a Šárka Bartesová (4.–7. série). Režisérsky na výrobu dohlížel opět Václav Knop, obsazení dabérů některých hlavních postav bylo stejné, u některých bylo změněno.
Pro vysílání na svých kanálech si nechala FTV Prima vyrobit v roce 2010 ve studiu Brněnské soukromé televize nový dabing celého seriálu, ve kterém bylo hlasové obsazení ústřední trojice (Buffy, Xander, Willow) zachováno s předešlými verzemi a zároveň byli dodrženi i dabéři ze seriálu Angel, který byl na Primě vysílán nedlouho předtím. Překladatelsky se na Buffy podíleli Radka Demková, Dana Krejčová, Petr Boček, Martin Boček a Zlata Částková, režisérem byl Daniel Dítě.

## Vysílání a vydávání

### Vysílání
| Řada | Díly | Premiéra v USA  | Premiéra v USA    | Premiéra v ČR     | Premiéra v ČR     | Stanice v USA |
| Řada | Díly | První díl       | Poslední díl      | První díl         | Poslední díl      | Stanice v USA |
| ---- | ---- | --------------- | ----------------- | ----------------- | ----------------- | ------------- |
| 1    | 12   | 10. března 1997 | 2. června 1997    | 3. července 1999  | 19. července 2001 | The WB        |
| 2    | 22   | 15. září 1997   | 19. května 1998   | 20. července 2001 | 20. srpna 2001    | The WB        |
| 3    | 22   | 29. září 1998   | 13. července 1999 | 21. srpna 2001    | 19. září 2001     | The WB        |
| 4    | 22   | 5. října 1999   | 23. května 2000   | 31. května 2010   | 29. června 2010   | The WB        |
| 5    | 22   | 26. září 2000   | 22. května 2001   | 30. června 2010   | 29. července 2010 | The WB        |
| 6    | 22   | 2. října 2001   | 21. května 2002   | 30. července 2010 | 30. srpna 2010    | UPN           |
| 7    | 22   | 24. září 2002   | 20. května 2003   | 31. srpna 2010    | 29. září 2010     | UPN           |

Seriál Buffy, přemožitelka upírů zahrnuje celkem 144 epizod o délce okolo 44 minut (pouze epizoda „Ještě jednou a s citem“ má výrazněji odlišnou délku, přibližně 48 minut), přičemž několik dílů bylo koncipováno jako dvojepizody, které byly rozděleny na standardní díly až při reprízách. Samotnému seriálu předcházel nikdy oficiálně nevysílaný a neprezentovaný ukázkový pilotní díl o délce 25 minut.
Před premiérou prvních dílů odvysílala stanice The WB krátký prezentační klip „History of the Slayer“ (česky Historie přemožitelky), který byl využit pro propagaci seriálu a pro vysvětlení základních faktů divákům. Dvojhodinová pilotní epizoda, později rozdělená na dva díly, byla na The WB uvedena 10. března 1997 jako náhrada za zrušený seriál Savannah. Buffy byla v dalších letech jedním z klíčových pořadů tehdy nové stanice The WB, jeden díl průměrně sledovalo 4,4 milionů diváků. Tato sledovanost se nemohla měřit s čísly velkých televizních stanic, takže autoři i herci měli během první sezóny obavy, jestli si televize objedná druhou řadu. Díky zájmu mladých diváků, kterým byl tento program určen, nakonec k objednání druhé série došlo.

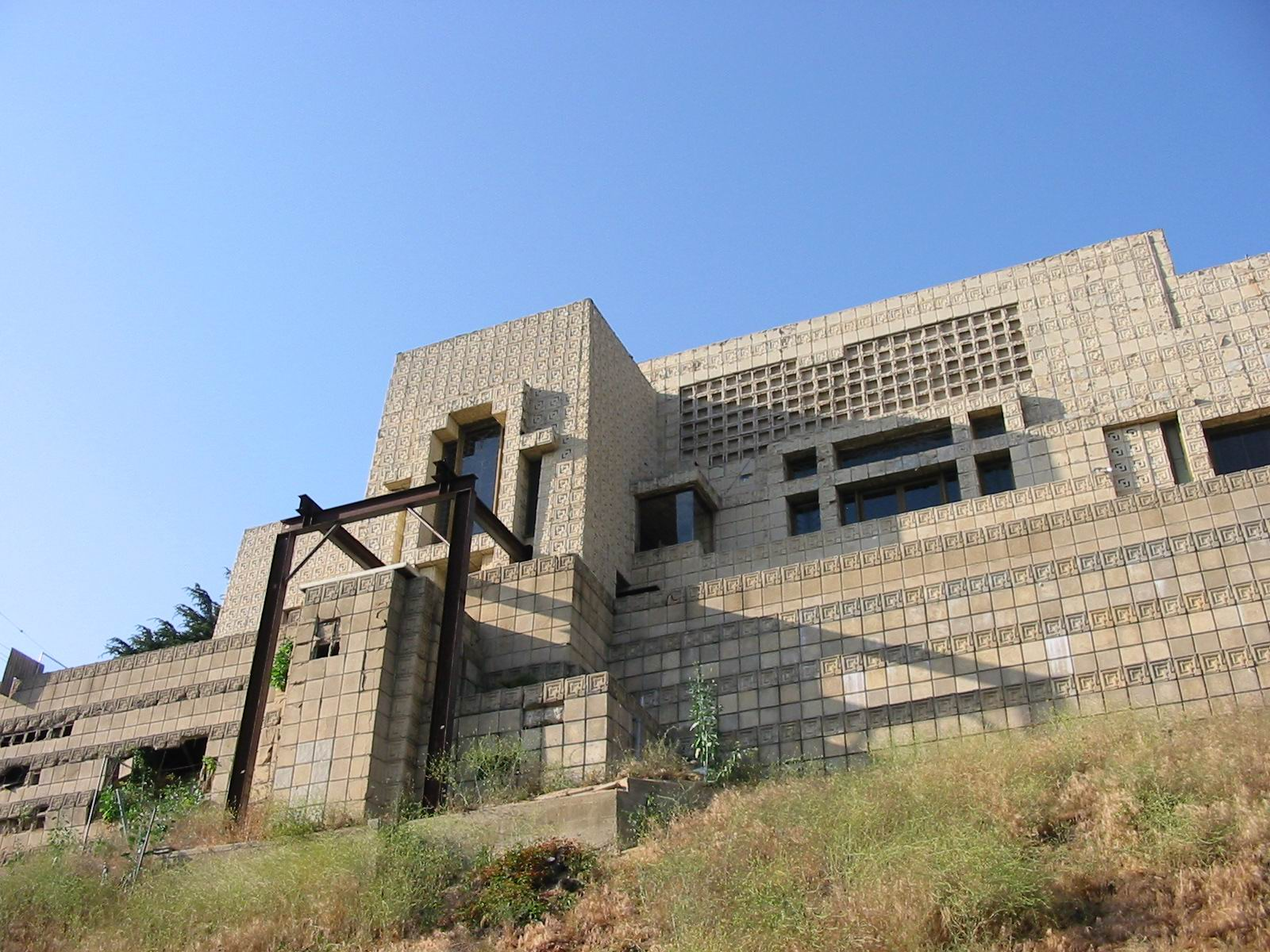
Památkově chráněný Ennis House, dílo architekta Franka Lloyda Wrighta, byl ve druhé a třetí řadě seriálu sídlem upíra Angela

První řada seriálu, vysílaná pouze ve druhé polovině televizní sezóny, měla 12 epizod, všechny následující série byly již celosezónní se shodným počtem 22 dílů. The WB zařadila Buffy do pondělního večerního slotu (od 21 hodin), kde zůstala do poloviny druhé řady, kdy byla trvale přesunuta do úterního večera (od 20 hodin). Po pěti sezónách měl být seriál v roce 2001 zakončen smrtí hlavní hrdinky. Vzhledem k popularitě ale Joss Whedon souhlasil s pokračováním. Zároveň se Buffy přestěhovala na stanici UPN, která nabídla producentovi vyšší cenu a která si objednala poslední dvě série, šestou a sedmou, přičemž úterní slot od 20 hodin byl zachován. Během vysílání sedmé řady uvedla představitelka titulní role, Sarah Michelle Gellar, že nehodlala podepsat smlouvu na osmou sezónu Buffy a že vzhledem k silnému ději sedmé řady chce odejít na vrcholu. Závěrečný díl celého seriálu měl premiéru 20. května 2003.
V roce 2001, po pěti odvysílaných řadách, byl seriál Buffy, přemožitelka upírů zařazen do syndikace pro americké místní televizní stanice a kabelový kanál FX.
Americká kabelová stanice Pivot odvysílala v letech 2014 a 2015 seriál Buffy, přemožitelka upírů premiérově v remasterované podobě v HD rozlišení.
Seriál byl již na začátku své existence prodán do zahraničí, např. v Norsku a Dánsku se první díl Buffy objevil na televizních obrazovkách již v srpnu 1997, ve Spojeném království byl uveden v lednu 1998.
V Česku byla první řada vysílaná na TV Nova v létě 1999. Úvodní díl seriálu se na obrazovkách objevil 3. července, další epizody následovaly v týdenním intervalu ve stejném čase (v sobotu přibližně mezi 10. a 11. hodinou dopoledne). Uvedeno však bylo pouze prvních pět epizod, protože dne 5. srpna 1999 Vladimír Železný s držitelem vysílací licence pro TV Nova, společností CET 21, zahájil vlastní vysílání, nezávislé na servisní společnosti ČNTS. Ta držela práva pro filmy, seriály a další pořady, které tedy již nebyly po tomto datu vysílány. Celá první řada byla uvedena na TV Nova v létě 2001 a premiérově na ni navázala druhá a třetí sezóna. Buffy tehdy běžela ve všední dny odpoledne, přibližně mezi 14. a 15. hodinou. První díl první série byl vysílán 2. července, poslední epizoda třetí sezóny 19. září 2001. Kompletní seriál s novým dabingem vysílala poprvé stanice Prima Cool od 11. března do 29. září 2010 (v pracovní dny přibližně od 17:30 do 18:30), přičemž pro čtvrtou až sedmou řadu to byla česká premiéra.

### Vydání pro domácnosti
Na VHS vyšel seriál v průběhu let 1999–2002; každá sezóna byla rozdělena do dvou box setů. Výjimkou byla první řada o poloviční délce, která byla celá součástí jednoho box setu, a poslední sedmá řada, která nebyla do této edice vůbec zařazena. Kompletní vydání na DVD proběhlo po jednotlivých řadách nejprve v letech 2000–2004 pro region 2 (Evropa), pro region 1 (USA) došlo k vydání Buffy na DVD postupně v letech 2002–2004. Box set s každou řadou obsahuje šest disků (krátká první řada pouze tři disky) se všemi epizodami a různými bonusy v podobě audiokomentářů tvůrců, rozhovorů s herci a autory, krátkých dokumentů o tvorbě seriálu a jeho natáčení, pohledů do zákulisí, apod. V roce 2005 bylo dáno do prodeje společné vydání celého seriálu (Buffy the Vampire Slayer: The Complete DVD Collection s 39 disky), obdobná americká edice The Chosen Collection obsahovala navíc čtyřicátý disk s novým bonusovým materiálem.
V dalších letech došlo k vydání různých výběrových DVD (The Best of Buffy či několikadílná edice The Slayer Collection, která obsahovala vždy několik vybraných epizod věnujících se jedné z hlavních postav).

## Přijetí

### Kritika

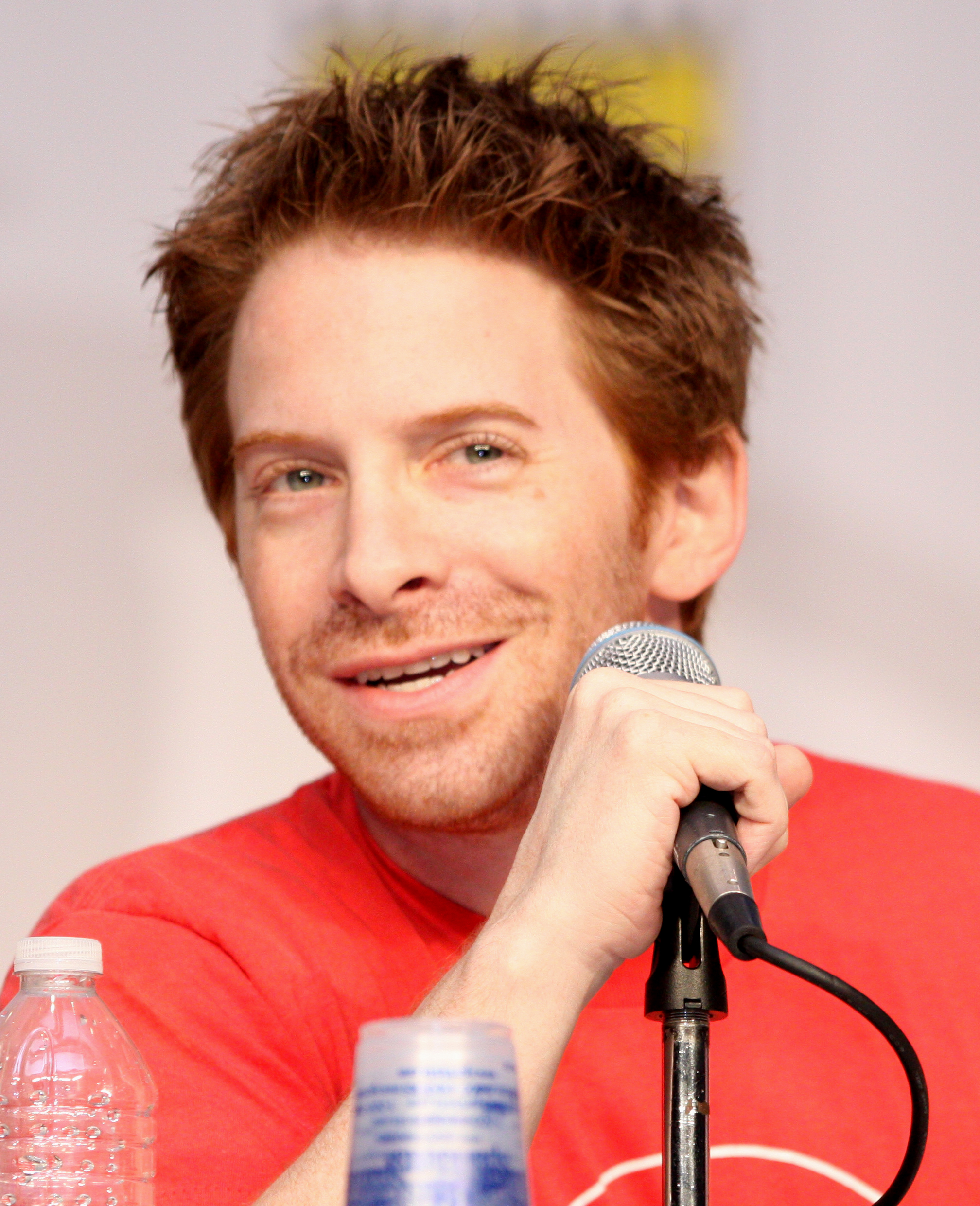
Herec Seth Green hrál v seriálu postavu Oze

Server Metacritic udělil první sezóně Buffy na základě 15 recenzí hodnocení 80 %. Například David Okamoto v deníku Dallas Morning News popsal seriál jako „jízlivé moderní středoškolské drama, které se vydává se za spin-off upírského filmu a které chytře kombinuje temný humor Smrtící atrakce, pocity úzkosti ve školních třídách z Beverly Hills 90210 a bláznivé řešení záhad v partě kamarádů ze Scooby-Doo na stopě“.
Jiří Pavlovský ve svém příspěvku v časopise Ikarie uvedl, že „někdo Buffy definoval jako Přátele s upíry a sedí to. Brilantní hlášky, sympatické postavy a především hraní si s žánrem a seriálovými klišé, to udělalo ze seriálu kult. S dějem pracují tvůrci s obratností zkušených skořápkářů. Ukolébají vás pohodlnou pastí navyklých představ a klišé a pak uhnou a dostanou vás něčím, co absolutně nečekáte. A postupem času se k tomu přidal ještě propracovaný vývoj postav, které stárnou a během seriálu se dost zásadně mění.“ Uvedl také výčet čtyř významných epizod, které podle něj uznává většina kritiků, přičemž autorem všech těchto dílů je Joss Whedon. Jedná se o epizodu „Ticho“ ze čtvrté řady, kdy všichni obyvatelé Sunnydale přijdou o hlas, takže v příběhu, který je tak koncipován jako němý film, je během půl hodiny primárním prvkem hudba a nezazní během ní ani jedno slovo. Dále „lynchovský“ díl „Neklidní“ (opět čtvrtá řada), což je kolekce surrealistických nočních můr hlavních postav, epizoda „Tělo“ z páté série (realistický rozbor reakcí na úmrtí jedné z postav, v protikladu s „Tichem“ nebyla naopak v celém díle použita žádná scénická hudba) a v neposlední řadě „Ještě jednou a s citem“, muzikálová epizoda ze šesté sezóny – nikoliv zábavný díl pro odlehčení, ale epizoda s výpověďmi vážných vnitřních obav a tajemství, které postavy před ostatními dosud skrývaly. Pavlovský k tomu ještě doplnil originální scenáristické hry s žánrem: epizoda „Superstar“ (4. řada) nečekaně zaměřená na jednu z tehdy okrajových postav, příběh okolo Buffyiny sestry v páté sezóně či díl ze šesté série „Zase normální“, po kterém není jasné, jestli není děj celého seriálu pouze výplodem halucinující dívky zavřené v blázinci.

### Nominace a ocenění
Seriál získal během své existence několik ocenění. Jednalo se o dvě ceny Emmy (nejlepší makeup v seriálu – „Překvapení“/„Nevinnost“ (1998), nejlepší hudební kompozice v seriálu (dramatická hudba) – „Proměna, 1. část“ (1998)), jednu cenu Hugo (nejlepší krátké hrané představení – „Rozhovory se záhrobím“ (2002)), sedm cen Saturn (nejlepší televizní seriál (1997, 2000, 2001), nejlepší herečka v televizním seriálu – Sarah Michelle Gellar (1998), nejlepší herec ve vedlejší roli v televizním seriálu – James Marsters (2000, 2003), nejlepší herečka ve vedlejší roli v televizním seriálu – Alyson Hannigan (2002)). a další ceny (včetně např. Teen Choice Awards).
Dále byl nominován na dalších čtrnáct cen Emmy, jeden Zlatý glóbus, dvě ceny Hugo, dvě ceny Nebula a 24 cen Saturn.

### Odborné studie
Podle Jiřího Pavlovského jde sice o seriál určený původně teenagerům, který se ale „stal tématem disertačních prací, intelektuálních diskusí, filozofických rozborů a vůbec tlustých knih“. Buffy se totiž stala předmětem vědeckých prací v rámci studií populární kultury, přičemž někteří vědci zařazují tuto show i jako téma do literárních studií a analýzy. Neda Ulaby z americké rozhlasové stanice NPR uvedla, že seriál má „mimořádné přívržence mezi akademiky, z nichž někteří se podílí na tom, čemu říkají ‚Buffy Studies‘“. Ačkoliv tento obor není uznávaný jako samostatná vědecká disciplína, je termín „Buffy studies“ (česky studia Buffy) běžně užíván v recenzovaných vědeckých pracích k seriálu Buffy, přemožitelka upírů a k souvisejícím tématům. Vyskytují se však i kritici tohoto oboru. Například Jes Battis, autor publikace Blood Relations: Chosen Families in Buffy the Vampire Slayer and Angel, uznává, že studia Buffyversa „vyvolávají nepříjemnou kombinaci nadšení a hněvu“ a setkávají se „v akademických kruzích s určitým pohrdáním“. Na téma Buffy nicméně vyšly desítky knih a stovky článků, které rozebírají témata seriálu pomocí široké škály disciplinárních pohledů, včetně sociologie, mezilidské komunikace, psychologie, filosofie, teologie i genderových studií. Od roku 2001 funguje elektronický recenzovaný časopis Slayage (původně s podtitulem The Online International Journal of Buffy Studies, od roku 2010 s podtitulem The Journal of the Whedon Studies Association), který obsahuje vědecké příspěvky týkající se Buffy a dalších děl Josse Whedona a jehož editoři pořádají na toto téma také konference. V časopise Slate byla Buffy, přemožitelka upírů uvedena jako akademiky nejstudovanější popkulturní dílo s více než 200 příspěvky, články a knihami, které se tomuto seriálu odborně věnují.

### Merchandising
V roce 1998 byl v nakladatelství Pocket Books vydán oficiální knižní průvodce prvních dvou sezón seriálu The Watcher's Guide, Volume One. V roce 2000 následoval druhý díl (pro řady 3 a 4) a roku 2004 poslední, třetí část (pro řady 5–7). Nakladatelství Pocket Books a Simon Spotlight Entertainment vydala v letech 1997–2008 také přes 70 románů týkajících se seriálu Buffy, přemožitelka upírů, včetně románových přepisů některých epizod. Od roku 1998 byla ve vydavatelství Dark Horse Comics vydávána komiksová série (nejprve příběhy série Classic, od roku 2007 na seriál navazující osmá, devátá, desátá, jedenáctá a dvanáctá řada, která v roce 2018 vytvořila zakončení celého příběhu. Autorem nebo spoluautorem těchto oficiálních pokračování byl Joss Whedon. V letech 2016–2017 vyšla také minisérie Buffy: The High School Years, dějově zasazená do první řady seriálu, vydány byly i související komiksy Fray, Tales of the Slayers a Tales of the Vampires. Roku 2018 licence vydavatelství Dark Horse Comics vypršela a nově ji získalo vydavatelství Boom! Studios. To začalo od roku 2019 vydávat rebootovanou komiksovou sérii, vytvářející nový příběh Buffy od jejího příjezdu do Sunnydale, přičemž Joss Whedon u této nové verze působí jako konzultant.
V letech 1999–2007 byl ve Spojeném království publikován vydavatelstvím Titan Magazines oficiální časopis Buffy the Vampire Slayer Magazine (od roku 2005 pod názvem Buffy the Vampire Slayer Magazine incorporating Angel Magazine).
K dalším produktům oficiálního merchandisingu patří např. sběratelská karetní hra Buffy the Vampire Slayer Collectible Card Game z roku 2001 od společnosti Score Entertainment, RPG hra Buffy the Vampire Slayer z let 2003–2005 od vydavatelství Eden Studios, či šest videoher pro různé platformy z let 2000–2009: Buffy the Vampire Slayer (pro Game Boy Color), Buffy the Vampire Slayer (pro Xbox), Buffy the Vampire Slayer: Wrath of the Darkhul King (pro Game Boy Advance), Buffy the Vampire Slayer: Chaos Bleeds (pro GameCube, PlayStation 2 a Xbox), Buffy the Vampire Slayer: The Quest for Oz (pro mobilní telefony) a Buffy the Vampire Slayer: Sacrifice (pro Nintendo DS).
V letech 1999–2008 byla postupně vydána čtyři soundtracková hudební alba: Buffy the Vampire Slayer: The Album, Once More, with Feeling, Buffy the Vampire Slayer: Radio Sunnydale a Buffy the Vampire Slayer: The Score.

### Kánon
Vzhledem k rozsáhlému množství odvozeného materiálu je za kánon Buffyversa považováno všech 144 epizod seriálu Buffy, přemožitelka upírů, všech 110 epizod odvozeného seriálu Angel a dále komiksové série, na kterých se podílel přímo Joss Whedon, ať už autorsky, nebo dohledem: Fray, Tales of the Slayers, Tales of the Vampires, Buffy the Vampire Slayer Season Eight, Buffy the Vampire Slayer Season Nine, Angel & Faith, Buffy the Vampire Slayer Season Ten, Angel & Faith Season Ten, Buffy the Vampire Slayer Season Eleven, Angel Season Eleven, Buffy the Vampire Slayer Season Twelve, Angel: After the Fall (čísla 1–17) a část řady Spike (minisérie Spike: After the Fall a číslovaná série 1–8). Někdy bývá do kánonu řazena i komiksová minisérie The Origin, adaptace původního filmu.
Oproti tomu není do kánonu zařazen celovečerní film Buffy, zabíječka upírů z roku 1992 režírovaný Fran Rubel Kuzui, kde se v roli Buffy představila Kristy Swanson, dále zkušební pilotní, nikdy oficiálně nevysílaná epizoda seriálu, všechny romány, hry a videohry, komiksy, které nebyly vyjmenovány výše, a ostatní produkty. Komiksová série z roku 2019 vytváří pak zcela novou příběhovou linii.

### Odkaz seriálu

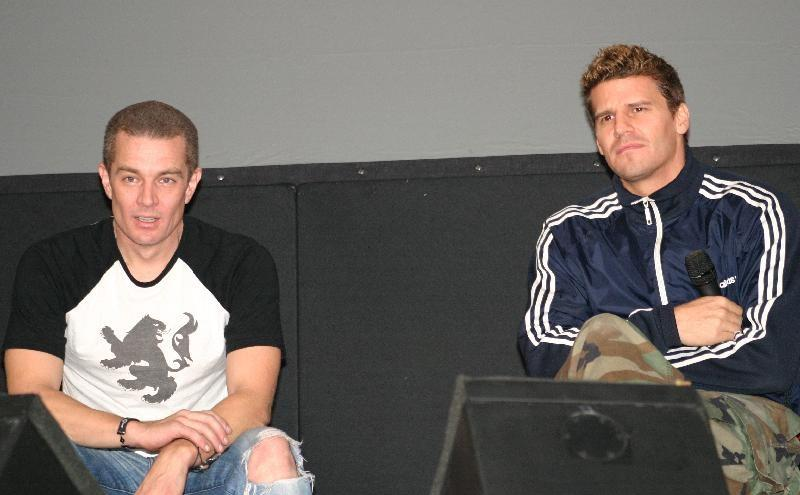
James Marsters a David Boreanaz, představitelé upírů Spika a Angela,
kteří v těchto rolích účinkovali také v odvozeném seriálu Angel

Na základě úspěchu seriálu Buffy, přemožitelka upírů vznikl v roce 1999 spin-offový seriál Angel, který se do roku 2004 dočkal pěti sezón. Některé postavy z Buffy trvale přešly do Angela, jiné zde občas hostovaly, několik epizod obou show mělo částečně crossoverový charakter.
Joss Whedon spolu s ostatními autory přemýšlel i o dalších pořadech. Nejblíže k realizaci měl v letech 2001–2002 animovaný seriál Buffy the Vampire Slayer: The Animated Series, který, ačkoliv scenáristé měli vymyšleno již sedm epizod, ale nedokázali prodat. Měl se odehrávat v průběhu první řady hraného seriálu (vedoucí producent Jeph Loeb jej označil jako epizodu č. 7,5), měly se zde objevit všechny postavy z té doby (avšak nově i včetně Dawn), které měli namluvit původní herci. Jedinou výjimkou měla být samotná Buffy, neboť Sarah Michelle Gellar neměla o tento seriál zájem, proto ji měla nahradit Giselle Loren, která Buffy dabovala ve videohrách. V roce 2004 byl díky obnovenému zájmu produkční společnosti 20th Century Fox Television vyroben krátký čtyřminutový prezentační film, ale ani potom se žádný kupec nenašel. K dalším uvažovaným dílům patřil seriál věnovaný antihrdince Faith s názvem Faith the Vampire Slayer (herečka Eliza Dushku po skončení Buffy ale dala přednost seriálu Volání mrtvých), seriál nebo film Ripper o Gilesovi, seriál Slayer School o Willow a potenciálních přemožitelkách, které se objevily v sedmé řadě, či film o Spikovi.
Buffy, přemožitelka upírů bývá často řazena do různých žebříčků nejlepších nebo nejoblíbenějších seriálů. Např. v letech 2004 a 2007 se objevila v magazínu TV Guide na třetím místě v žebříčcích 25, respektive 30 nejkultovnějších seriálů všech dob. Roku 2007 se umístila na desáté příčce v žebříčku 100 nejlepších seriálů z let 1983–2008 časopisu Entertainment Weekly, téhož roku ji magazín Time zařadil na seznam 100 nejlepších televizních seriálů všech dob. Titulní postava Buffy Summersové se také umístila na třetím místě v žebříčku 100 největších popkulturních postav z let 1990–2010, který vyhlásil časopis Entertainment Weekly, přičemž na prvních dvou příčkách se objevily jiné kultovní a světoznámé postavy: Homer Simpson (1. místo) a Harry Potter (2. místo).
Komentátoři zábavního průmyslu, jako např. Allmovie, The Hollywood Reporter a The Washington Post, označili Buffy za pořad, který „má vliv“. Buffy byla pro televizi zásadním mezníkem, ze kterého čerpaly další seriály. Jako první představila zábavnou a chytrou hrdinku, jejímž úkolem není nic menšího, než záchrana světa. V letech 2003 a 2004, tedy krátce po skončení Buffy, měly premiéru další americké seriály se silnými hrdinkami, které jsou nuceny se vypořádat s nadpřirozenými silami nebo se svým osudem, zatímco se snaží žít normální život. Patří mezi ně např. Mrtví jako já, Joan z Arkádie, Volání mrtvých či Wonderfalls. Podle Bryana Fullera, tvůrce show Mrtví jako já, Buffy předvedla, že i mladé ženy se mohou stát ústředními postavami. Jiným způsobem zase Buffy ve Spojeném království ovlivnila v roce 2005 obnovený seriál Pán času i jeho spin-off Torchwood. Russell T Davies, vedoucí producent Pána času, uvedl: „Buffy, přemožitelka upírů ukázala celému světu i celému rozsáhlému průmyslu, že psaní o příšerách a démonech a koncích světa není pro břídily, ale že to může být výzva pro ty nejlepší. Joss Whedon zvýšil laťku všem scenáristům – nejen těm žánrovým, ale každému z nás.“ Buffy, jakožto předzvěst tzv. „zlatého věku televize“, rovněž prokázala, že je možné kombinovat nejrůznější žánry, včetně fantasy a tvrdé reality běžného života, na což v dalších letech navázaly seriály jako Alias, Ztraceni, Jane the Virgin, či četné supehrdinské seriály na motivy amerických komiksů, které se objevily po roce 2010.
Buffy, přemožitelka upírů je hojně odkazována v různých popkulturních dílech, především televizních. Zmínky o Buffy či narážky na tento pořad se objevily například v seriálech Heuréka – město divů, Přátelé, Simpsonovi, Xena, Čarodějky, Smallville, Gilmorova děvčata, Teorie velkého třesku, Castle na zabití, Sběratelé kostí, Jak jsem poznal vaši matku nebo The Crazy Ones, přičemž například v posledních čtyřech zmíněných pořadech byli do hlavních rolí obsazeni herci z Buffy.